# (58295) 1994 JJ9
(58295) 1994 JJ9 là một tiểu hành tinh trong Vành đai tiểu hành tinh được phát hiện bởi Charles de Saint-Aignan ở Đài thiên văn Lowell.